# Соль минор
Соль минор (g-moll) — минорная тональность с тоникой соль. Имеет два бемоля при ключе.

## Некоторые произведения в этой тональности
- Вивальди — Концерт № 2 «Лето» RV 315 из цикла четырёх скрипичных концертов «Времена года»;
- Бах — Фантазия и фуга соль минор (BWV 542);
- Моцарт — Симфония № 25, Симфония № 40, Фортепианный квартет № 1 (K.478), Струнный квинтет № 4 (K.516);
- Мендельсон — Концерт для фортепиано с оркестром № 1;
- Шопен — Баллада № 1, Соната для виолончели и фортепиано;
- Лист — Трансцендентный этюд № 6 «Видение», Этюд по Паганини № 1;
- Сен-Санс — Концерт для фортепиано с оркестром № 2;
- Чайковский — Симфония № 1 «Зимние грёзы»;
- Танеев — Фортепианный квинтет op.30;
- Рахманинов — Концерт для фортепиано с оркестром № 4, Соната для виолончели и фортепиано, Прелюдия op. 23 № 5;
- Адажио Альбинони;
- Прокофьев — Концерт для фортепиано с оркестром № 2;
- Мясковский — Симфония № 12;
- Шостакович — Симфония № 11 «1905 год» соч. 103, Фортепианный квинтет соч. 57;
- Свиридов — Пьеса «Тройка» из сюиты «Метель» к одноимённому фильму.
- Ю. Энтин, Е. Крылатов — «Мы маленькие дети» из к/ф «Приключения Электроника»;
- Гимн Словакии;
- Джон Уильямс — Имперский марш
- Ramage — Ya Lil (Al Anisa Farah)

|     |     |     |    |    |   |   |   |   |   |     |     |     |     |     |
| Ces | Ges | Des | As | Es | B | F | C | G | D | A   | E   | H   | Fis | Cis |
| as  | es  | b   | f  | c  | g | d | a | e | h | fis | cis | gis | dis | ais |